# Tetragnatha boeleni
Tetragnatha boeleni là một loài nhện trong họ Tetragnathidae.
Loài này thuộc chi Tetragnatha. Tetragnatha boeleni được miêu tả năm 1975 bởi Chrysanthus.